# شاخص کیفیت زندگی بر پایه کشور
شاخص کیفیت زندگی بر پایه کشور مقاله ای است که به بررسی عمومی کیفیت زندگی در جهان می‌پردازد، و توسط مؤسسه نامبئو منتشر شده‌است.

## کشورها
این فهرست شامل ۸۷ کشور جهان است و در سال ۲۰۲۲ به روز شده‌است. عدد بالاتر نشان دهنده کیفیت زندگی بالاتر در هر کشور است. به‌علاوه رنگ‌های جدول نمایش دهنده سیستم حکومتی هر کشور است.
[[پرونده:Forms of government.svg|بندانگشتی|چپ|upright=1.0|{{legend-table2|lang=fa|دولت‌های جهان بر پایهٔ شیوه‌های حکومت]]
رنگ‌ها

legend-table2|lang=fa|دولت‌های جهان بر پایهٔ شیوه‌های حکومت

- جمهوری تمام‌ریاستی: رئیس کشور، رئیس جمهور است که رئیس دولت است و مستقل از قوه مقننه است
- جمهوری نیمه‌ریاستی: رئیس کشور رئیس جمهوری است که دارای برخی قدرت‌های اجرایی و مستقل از قوه مقننه است. باقی مانده قدرت اجرایی در اختیار وزارتخانه‌ای است که مشروط به اعتماد مجلس  است
- جمهوری با ریاست اجرایی که توسط قوه مقننه معرفی شده یا توسط آن انتخاب می شود:: رئیس جمهور هم رئیس کشور و هم رئیس دولت است. وزارتخانه، از جمله رئیس‌جمهور، می‌توانند مشمول اعتماد پارلمان باشد یا خیر
- جمهوری مجلسی: رئیس کشور رئیس جمهوری است که عمدتاً یا کاملاً تشریفاتی است. وزارتخانه منوط به اعتماد مجلس هستند
- پادشاهی مشروطهٔ مجلسی: رئیس کشور پادشاهی است که عمدتاً یا کاملاً تشریفاتی است. وزارتخانه منوط به اعتماد مجلس است
- پادشاهی مشروطهٔ مجلسی: رئیس کشور یک پادشاه اجرایی است. پادشاه شخصاً قدرت را در هماهنگی با سایر نهادها اعمال می کند
- پادشاهی مطلقه: رئیس کشور قدرت اجرایی دارد. تمام قدرت متعلق به پادشاه مطلقه است
- دولت تک‌حزبی: رئیس کشور ممکن است اجرایی یا تشریفاتی باشد. قدرت از نظر قانون اساسی به یک جنبش سیاسی واحد مرتبط است

| ردیف | کشور / منطقه        | شاخص کیفیت زندگی بر پایه کشور |
| ---- | ------------------- | ----------------------------- |
| 1    | سوئیس               | ۱۹۵٫۲۷                        |
| 2    | دانمارک             | ۱۹۲٫۳۶                        |
| 3    | هلند                | ۱۸۵٫۳۸                        |
| 6    | فنلاند              | ۱۸۴٫۹۶                        |
| 5    | استرالیا            | ۱۸۳٫۸۱                        |
| 6    | ایسلند              | ۱۸۲٫۲۶                        |
| 7    | آلمان               | ۱۸۰٫۲۷                        |
| 8    | اتریش               | ۱۷۹٫۱۶                        |
| 9    | نیوزیلند            | ۱۷۶٫۸۱                        |
| 10   | نروژ                | ۱۷۶٫۳۹                        |
| 11   | سوئد                | ۱۷۵٫۳۰                        |
| 12   | استونی              | ۱۷۴٫۱۹                        |
| 13   | عمان                | ۱۷۳٫۶۸                        |
| 14   | لوکزامبورگ          | ۱۷۳٫۶۳                        |
| 15   | ایالات متحده آمریکا | ۱۷۰٫۷۲                        |
| 16   | ژاپن                | ۱۶۹٫۴۸                        |
| 17   | اسلوونی             | ۱۶۹٫۰۴                        |
| 18   | اسپانیا             | ۱۶۸٫۴۸                        |
| 19   | جمهوری چک           | ۱۶۲٫۶۴                        |
| 20   | پرتغال              | ۱۶۲٫۵۲                        |
| 21   | لیتوانی             | ۱۶۱٫۸۴                        |
| 22   | بریتانیا            | ۱۶۱٫۷۴                        |
| 23   | کانادا              | ۱۶۰٫۳۸                        |
| 24   | امارات متحده عربی   | ۱۶۰٫۳۸                        |
| 25   | کرواسی              | ۱۵۹٫۲۱                        |
| 26   | فرانسه              | ۱۵۶٫۶۵                        |
| 27   | قطر                 | ۱۵۴٫۵۳                        |
| 28   | جمهوری ایرلند       | ۱۵۴٫۵۲                        |
| 29   | بلژیک               | ۱۵۱٫۸۶                        |
| 30   | سنگاپور             | ۱۵۱٫۵۹                        |
| 31   | اسلواکی             | ۱۵۱٫۱۶                        |
| 32   | لتونی               | ۱۵۰٫۸۱                        |
| 33   | عربستان سعودی       | ۱۴۹٫۵۴                        |
| 34   | قبرس                | ۱۴۷٫۱۰                        |
| 35   | اسرائیل             | ۱۴۶٫۰۶                        |
| 36   | ایتالیا             | ۱۴۱٫۰۷                        |
| 37   | تایوان              | ۱۴۰٫۱۵                        |
| 38   | لهستان              | ۱۴۰٫۰۲                        |
| 39   | مجارستان            | ۱۳۷٫۱۵                        |
| 40   | آفریقای جنوبی       | ۱۳۶٫۰۲                        |
| 41   | پورتوریکو           | ۱۳۳٫۷۷                        |
| 42   | رومانی              | ۱۳۳٫۳۸                        |
| 43   | بلغارستان           | ۱۳۰٫۰۹                        |
| 44   | یونان               | ۱۲۹٫۲۴                        |
| 45   | بوسنی و هرزگوین     | ۱۲۷٫۰۷                        |
| 46   | کره جنوبی           | ۱۲۵٫۰۴                        |
| 47   | مکزیک               | ۱۲۴٫۹۰                        |
| 48   | ترکیه               | ۱۲۴٫۰۵                        |
| 49   | اروگوئه             | ۱۲۲٫۲۶                        |
| 50   | کاستاریکا           | ۱۲۲٫۰۷                        |
| 51   | گرجستان             | ۱۲۱٫۱۴                        |
| 52   | اکوادور             | ۱۱۸٫۸۴                        |
| 53   | مالزی               | ۱۱۷٫۹۸                        |
| 54   | کویت                | ۱۱۷٫۳۴                        |
| 55   | صربستان             | ۱۱۷٫۲۳                        |
| 56   | تونس                | ۱۱۴٫۵۶                        |
| 57   | پاناما              | ۱۱۴٫۳۲                        |
| 58   | اردن                | ۱۱۳٫۹۲                        |
| 59   | اوکراین             | ۱۱۱٫۹۳                        |
| 60   | هند                 | ۱۱۰٫۹۹                        |
| 61   | مقدونیه شمالی       | ۱۰۹٫۶۰                        |
| 62   | مالت                | ۱۰۹٫۵۰                        |
| 63   | بلاروس              | ۱۰۸٫۴۸                        |
| 64   | مراکش               | ۱۰۷٫۵۴                        |
| 65   | برزیل               | ۱۰۷٫۰۴                        |
| 66   | آرژانتین            | ۱۰۵٫۴۲                        |
| 67   | چین                 | ۱۰۵٫۰۷                        |
| 68   | جمهوری آذربایجان    | ۱۰۴٫۱۰                        |
| 69   | کلمبیا              | ۱۰۳٫۵۴                        |
| 70   | روسیه               | ۱۰۳٫۲۸                        |
| 71   | پاکستان             | ۱۰۲٫۵۷                        |
| 72   | تایلند              | ۱۰۰٫۹۷                        |
| 73   | شیلی                | ۱۰۰٫۱۵                        |
| 74   | لبنان               | ۹۹٫۳۵                         |
| 75   | هنگ کنگ             | ۹۸٫۴۲                         |
| 76   | قزاقستان            | ۹۳٫۷۷                         |
| 77   | کنیا                | ۹۲٫۵۴                         |
| 78   | اندونزی             | ۹۰٫۳۶                         |
| 79   | ویتنام              | ۸۹٫۹۵                         |
| 80   | مصر                 | ۸۹٫۸۷                         |
| 81   | فیلیپین             | ۸۳٫۷۴                         |
| 82   | پرو                 | ۸۰٫۴۲                         |
| 83   | ونزوئلا             | ۷۷٫۴۳                         |
| 84   | سری‌لانکا            | ۶۷٫۸۸                         |
| 85   | بنگلادش             | ۶۷٫۵۹                         |
| 86   | ایران               | ۶۴٫۸۹                         |
| 87   | نیجریه              | ۵۲٫۴۴                         |